# Наукоград
Наукогра́д (технопо́лис) — городской округ, имеющий высокий научно-технический потенциал, с градообразующим научно-производственным комплексом.

Термин наукоград был введён впервые в городе Жуковском Московской области в 1991 году, при создании движения «Союз развития наукоградов».

## Цели и задачи
Технополисы/наукограды — научно-промышленные комплексы, созданные для производства новой прогрессивной продукции или для разработки новых наукоемких технологий на базе тесных отношений и взаимодействия с университетами и научно-техническими центрами; крупные скопления промышленных компаний с их научно-техническими подразделениями.
Это особые компактно расположенные современные научно-производственные образования с развитой инфраструктурой, обеспечивающей необходимые условия для труда и отдыха, для функционирования научно-исследовательских и учебных институтов (организаций), входящих в состав этих образований, а также их предприятий, компаний и фирм, производящих новые виды продукции на базе передовых наукоемких технологий.
Основа технополиса — его научно-исследовательский комплекс.
Создание технополисов требует вложения больших финансовых средств. Их величина зависит от ряда обстоятельств, в том числе: от основных направлений деятельности технополиса; размеров отводимой под него площади; объёма планируемых строительных работ, количества и характера строящихся объектов; удаленности технополиса от «материнского» города и состояния транспортных и прочих коммуникаций между технополисом и этим городом; предполагаемого количества фирм технополиса, а также их специализации, требующей соответствующего технического оснащения, и т. д.
Виды наукоградов
В зависимости от характера и объёма выполняемых функций выделяют пять видов технополисов:
- инновационные центры — предназначение их оказание содействия преимущественно новым фирмам, связанным с наукоемкими технологиями;
- научные и исследовательские парки, которые обслуживают как новые, так и вполне зрелые фирмы, поддерживают тесные связи с университетами или научно-исследовательскими институтами;
- технологические парки (технопарки), у которых имеется в распоряжении целая сеть наукоемких фирм и производств, но вместе с тем не налажены прочные связи с университетами или научно-исследовательскими институтами;
- технологические центры — обслуживающие предприятия, создаваемые для развития новых высокотехнологичных фирм. Их главная задача — содействие малому наукоемкому бизнесу. Центр консультирует новые фирмы и оказывает им, в течение первых трёх лет со дня создания, финансовую помощь;
- конгломераты (пояса) технокомплексов и научных парков, цель которых — превращение целых регионов в высокотехнологические зоны.

Выделяется семь основных специализаций наукоградов:
1. авиа-, ракетостроение и космические исследования;
2. электроника и радиотехника;
3. автоматизация, машино- и приборостроение;
4. химия, химическая физика и создание новых материалов;
5. ядерный комплекс;
6. энергетика;
7. биология и биотехнология.

## История
Идея создания технополисов возникла в середине 1950-х годов в США. Первыми технополисами были Кремниевая долина в Калифорнии и Рут-128 (Шоссе 128) в Массачусетсе, около Бостона (MIT).
Развитие технополисов в ведущих странах развернулось в широких масштабах во второй половине XX века. Технополисы возникли в Западной Европе: Милтон-Кинс и Кембридж в Англии, Силикон Глен в Шотландии, София-Антиполис и Мей-лан-Гренобль во Франции и др. В середине 1980-х годов в США насчитывалось более 40 крупных зон развития высоких технологий. «Эпидемия» создания технополисов распространилась на страны Юго-Восточной Азии. В Южной Корее построен технополис Даедук, в Китае — технополисы Шэньчжэнь и Гуандун рядом с Гонконгом. Программы строительства технополисов осуществляются в Таиланде, Индонезии, Филиппинах, Малайзии.
Особенно сильный размах получило создание технополисов в Японии. В 1982 году в Японии был принят к реализации, в рамках технополисной политики, проект «Технополис». Японское Министерство внешней торговли и промышленности объявило конкурс на создание технополисов, победителями оказались 16 префектур, в которых с 1985 года началось строительство 19 технополисов, равномерно разбросанных по четырём японским островам.
Примеры:
- Япония: Цукуба, Хамамацу, Нагаока, Ямагути;
- «Шоссе 128»[англ.] — инновационная зона на северо-востоке США вокруг Гарварда и MIT, предшественница Кремниевой долины[2]
- Белорусский парк высоких технологий
- София-Антиполис (Франция)
- Израильская кремниевая долина
- Чжунгуаньцунь (Z-park, Zhongguancun Science Park) — «китайская Кремниевая долина»
- Сайберджая — малайзийский «город будущего» в пригороде Куала-Лумпура.
- Technopark Zurich (Цюрих)
- Список технопарков по странам[англ.]

## В России
Наукоград в Российской Федерации — муниципальное образование со статусом городского округа, либо часть более крупного города, имеющие высокий научно-технический потенциал, с градообразующим научно-производственным комплексом.
Предпосылкой создания наукоградов стал неопределённый статус ЗАТО начиная с 1991 года.
Термин наукоград был введён впервые в городе Жуковском Московской области Спартаком Петровичем Никаноровым и Натальей Константиновной Никитиной в 1991 году, при создании движения «Союз развития наукоградов» для выработки согласованных позиций по важнейшим вопросам их жизнедеятельности. Движением в инициативном порядке был разработан проект Концепции государственной политики по сохранению и развитию наукоградов. Первые варианты проекта закона «О статусе наукограда Российской Федерации», разработанные один — в Совете Федерации, другой — в Государственной Думе, появились в 1995 году.
В 1996 году движение «Союз развития наукоградов» был воссоздано в форме некоммерческого партнерства «Союз развития наукоградов России». Членами Союза являются 37 муниципальных образований, причём, не только официальные наукограды, а также различные организации: ЗАТО, предприятия, университеты.
Закон о наукоградах принят 7 апреля 1999 года. В 2004 году в закон внесены изменения, установившие критерии присвоения муниципальному образованию статуса наукограда. В частности, численность работающих в организациях научно-производственного комплекса должна составлять не менее 15 % численности работающих на территории муниципального образования. Установлением срока этого статуса занимается Правительство Российской Федерации.
Учёные о статусе наукограда
В связи с тем, что в законе «О статусе наукограда Российской Федерации» 7 апреля 1999 г. N 70-ФЗ предусмотрена государственная поддержка наукоградов, учёные, живущие и работающие в городах-наукоградах, рассчитывали на финансирование своей научной деятельности. Ими были разработаны соответствующие программы, которые прошли различные экспертизы и которые вошли в документы по присвоению статуса. Однако в связи с ограничениями Бюджетного кодекса РФ осуществлять такое финансирование было затруднительно. Реально дополнительные деньги, получаемые за счёт статуса наукограда, можно было использовать только на городскую инфраструктуру: развитие коммунального хозяйства, здравоохранения и т. п.

### Официальные наукограды Российской Федерации
По состоянию на 1 января 2021 года 12 городских округов и 2 внутригородские территории городов федерального значения (внутригородские муниципальные образования) имеют статус наукограда, присвоенный согласно федеральному закону. Статус Петергофа как наукограда по истечении 5 лет официально не продлевался. Троицк получил статус наукограда, будучи в составе Московской области, затем подтвердил его в составе Москвы.
На уровне административно-территориального устройства рп Кольцово входит согласно ОКАТО и АГКГН в Новосибирский район (однако органами власти Новосибирской области реестр административно-территориального устройства не ведётся), город Троицк образует поселение Москвы, город Петергоф является муниципальным образованием Санкт-Петербурга, остальные наукограды являются городами областного (краевого) подчинения (значения), не включёнными в административные районы.
В 2023 году Протвино и Пущино вошли в состав города областного подчинения с административной территорией и городского округа Серпухов.
| Наукоград    | Подчинение                  | Дата       | Срок          | Документы |
| ------------ | --------------------------- | ---------- | ------------- | --------- |
| Бийск        | Алтайский край              | 21.11.2005 | 5 лет         | [ 14 ]    |
| Бийск        | Алтайский край              | 29.03.2011 | 5 лет         | [ 15 ]    |
| Бийск        | Алтайский край              | 30.12.2015 | до 01.01.2017 | [ 16 ]    |
| Бийск        | Алтайский край              | 01.01.2017 | 15 лет        | [ 17 ]    |
| Дубна        | Московская область          | 20.12.2001 | до 31.12.2025 | [ 18 ]    |
| Жуковский    | Московская область          | 29.01.2007 | 5 лет         | [ 19 ]    |
| Жуковский    | Московская область          | 19.11.2012 | 5 лет         | [ 20 ]    |
| Жуковский    | Московская область          | 19.11.2017 | 15 лет        | [ 21 ]    |
| Кольцово     | Новосибирская область       | 17.01.2003 | до 31.12.2025 | [ 22 ]    |
| Королёв      | Московская область          | 12.04.2001 | до 31.12.2025 | [ 23 ]    |
| Мичуринск    | Тамбовская область          | 04.11.2003 | до 31.12.2027 | [ 24 ]    |
| Обнинск      | Калужская область           | 06.05.2000 | до 31.12.2024 | [ 25 ]    |
| Петергоф     | Санкт-Петербург             | 23.07.2005 | 5 лет         | [ 26 ]    |
| Протвино     | Московская область          | 18.08.2008 | 5 лет         | [ 27 ]    |
| Протвино     | Московская область          | 01.08.2014 | 5 лет         | [ 28 ]    |
| Протвино     | Московская область          | 01.08.2019 | 15 лет        | [ 29 ]    |
| Пущино       | Московская область          | 27.10.2005 | 5 лет         | [ 30 ]    |
| Пущино       | Московская область          | 29.03.2011 | 5 лет         | [ 31 ]    |
| Пущино       | Московская область          | 30.12.2015 | до 01.01.2017 | [ 32 ]    |
| Пущино       | Московская область          | 01.01.2017 | 15 лет        | [ 33 ]    |
| Реутов       | Московская область          | 29.12.2003 | до 31.12.2027 | [ 34 ]    |
| Троицк       | Московская область / Москва | 29.01.2007 | 5 лет         | [ 36 ]    |
| Троицк       | Московская область / Москва | 07.09.2012 | 5 лет         | [ 37 ]    |
| Троицк       | Московская область / Москва | 07.09.2017 | 15 лет        | [ 38 ]    |
| Фрязино      | Московская область          | 29.12.2003 | до 31.12.2027 | [ 39 ]    |
| Черноголовка | Московская область          | 18.08.2008 | 5 лет         | [ 40 ]    |
| Черноголовка | Московская область          | 30.06.2014 | 5 лет         | [ 41 ]    |
| Черноголовка | Московская область          | 30.06.2019 | 15 лет        | [ 42 ]    |

### Строящиеся наукограды на территории России
Среди российских проектов, претендующих на звание технополиса, можно упомянуть Технополис GS.

#### Сколково
Сколково, располагавшееся в Подмосковье, в восточной части Одинцовского района, в 2 км к западу от МКАД, и в 2012 году присоединённое к Москве, — первый в постсоветское время в России строящийся «с нуля» научно-технологический инновационный центр по разработке и коммерциализации новых технологий. Проект задуман как один из ключевых элементов российской модернизации, призванной покончить с сырьевой ориентацией экономики и перевести её на инновационный путь развития, и предусматривает создание благоприятной среды для концентрации российского и международного интеллектуального капитала, способного генерировать инновации.
Работы по созданию ведутся с 2010 года. Завершение строительства первых объектов было намечено на 2012 год, а основная программа строительства выполнена в 2015 году.
Разработано 5 направлений работы Сколкова, называемых кластерами:
- кластер биомедицинских технологий;
- кластер информационных и компьютерных технологий;
- кластер космических технологий и телекоммуникаций;
- кластер энергоэффективных технологий;
- кластер ядерных технологий.

Также в рамках Сколкова будет функционировать технопарк. Его стратегической целью является оказание инновационным компаниям-участницам проекта всей необходимой поддержки для успешного развития их технологических активов и корпоративных структур. Технопарк планирует реализовать эту задачу, привлекая инфраструктуру, ресурсы, которыми располагает проект «Сколково» и его партнёры.
Для оптимизации взаимодействия с компаниями будут организованы центры коллективного пользования — расположенные на территории иннограда междисциплинарные лаборатории и производственные цеха.

#### Иннополис
В Татарстане, на правом берегу реки Волга напротив Казани, на территории её агломерации и Верхнеуслонского района республики, для развития ИТ- и других технологий с 2012 года строится второй реализуемый «с нуля» в России инновационный наукоград Иннополис, аналог-партнёр подмосковного Сколково и город-спутник Казани. Он рассчитан на 155 тыс. жителей.
По Постановлению Правительства РФ № 1131 от 1 ноября 2012 года «О создании на территориях Верхнеуслонского и Лаишевского муниципальных районов Республики Татарстан особой экономической зоны технико-внедренческого типа» часть территории будущего города получила статус особой экономической зоны. Площадка особой экономической зоны предназначена для размещения офисов компаний-резидентов и лабораторий для проведения научно-исследовательских и опытно-конструкторских работ. Резиденты получают льготы по налогу на прибыль, транспорт, имущество, землю и страховые взносы, на доходы — при применении упрощенной системы налогообложения.
К 2015 году была завершена первая очередь строительства — возведение корпуса Технопарка имени Попова, спортивного комплекса, здания Университета Иннополис и студенческого кампуса, жилых домов и инженерной инфраструктуры.

#### Сириус
Посёлок городского типа в Сочи (Адлере) в Краснодарском крае России, где расположен образовательный центр «Сириус».

### «Союз развития наукоградов России»
Целью некоммерческого партнёрства «Союз развития наукоградов России» является содействие объединению усилий органов местного самоуправления городов с высокой концентрацией интеллектуального и научно-технического потенциала — наукоградов и академгородков, научных, образовательных, производственных и иных организаций и предприятий, учёных и специалистов для обеспечения устойчивого развития этих городов и поселений, формирования и реализации их роли как точек роста российской экономики на локальном, региональном и федеральном уровнях на базе науки, образования и высоких технологий, содействие расширению цивилизованных интеграционных процессов России со странами ближнего и дальнего зарубежья.